# Tan-Tan
Tan-Tan (Tamazight: ⵟⴰⵏⵟⴰⵏ, arabisch طانطان, DMG Ṭānṭān) ist eine über 80.000 Einwohner zählende Stadt in der Nähe des Atlantischen Ozeans im Süden Marokkos. Tan-Tan ist die Hauptstadt der Provinz Tan-Tan in der Region Guelmim-Oued Noun.

## Lage und Klima
Tan-Tan liegt ungefähr 27 km von der Küste des Atlantiks entfernt an den Ufern des nur zeitweise Wasser führenden Flusses Oued Khil. Durch den Ort führt die in Nord-Süd-Richtung entlang der Küste verlaufende Fernverkehrsstraße N1. Bis nach Agadir sind es etwa 330 km (Fahrtstrecke) in nordöstlicher Richtung; Tarfaya liegt etwa 210 km südwestlich. Die Einheimischen nennen Tan-Tan auch al-Hamra (die Rote). Das Klima ist wüstenartig; der äußerst spärliche Regen (ca. 95 mm/Jahr) fällt nahezu ausschließlich im Winterhalbjahr.

## Bevölkerung
| Jahr      | 1994   | 2004   | 2014   | 2024   |
| Einwohner | 45.821 | 60.698 | 73.209 | 76.134 |

Die Bevölkerungszahl des ehemals eher unbedeutenden Ortes ist seit Beginn der Unabhängigkeit Marokkos (1956) durch Zuwanderung von Berberfamilien enorm angestiegen.

## Geschichte
Der Ort war während der spanischen Kolonialzeit ein Posten des spanischen Militärs und wurde erst im Jahr 1958 an Marokko übergeben.

## Sehenswürdigkeiten
- Tan-Tan hat keinerlei historisch bedeutsame Bauten.
- Die Stadt wird in voller Länge auf 1,8 Kilometer durch die Haupt- und Geschäftsstraße Avenue Mohammed V durchzogen.
- Am zentralen Markt befindet sich die im Jahr 1942 errichtete Mosquée du Souk.

## Atomkraftwerk
An der Atlantikküste bei Tan-Tan ist seit Ende der 1990er Jahre mit chinesischer Unterstützung der erste marokkanische Atomreaktor (NHR-10) geplant. Der 10-MW-Reaktor soll mit einer Anlage zur Entsalzung von Meerwasser gekoppelt werden und zur Bewässerung der Landwirtschaft dienen. Durch Destillation sollen 8000 Kubikmeter trinkbares Wasser pro Tag erzeugt werden. Im Jahr 2010 war eine Vorstudie abgeschlossen. Inzwischen scheinen alle diesbezüglichen Planungen eingestellt worden zu sein.

## Sonstiges

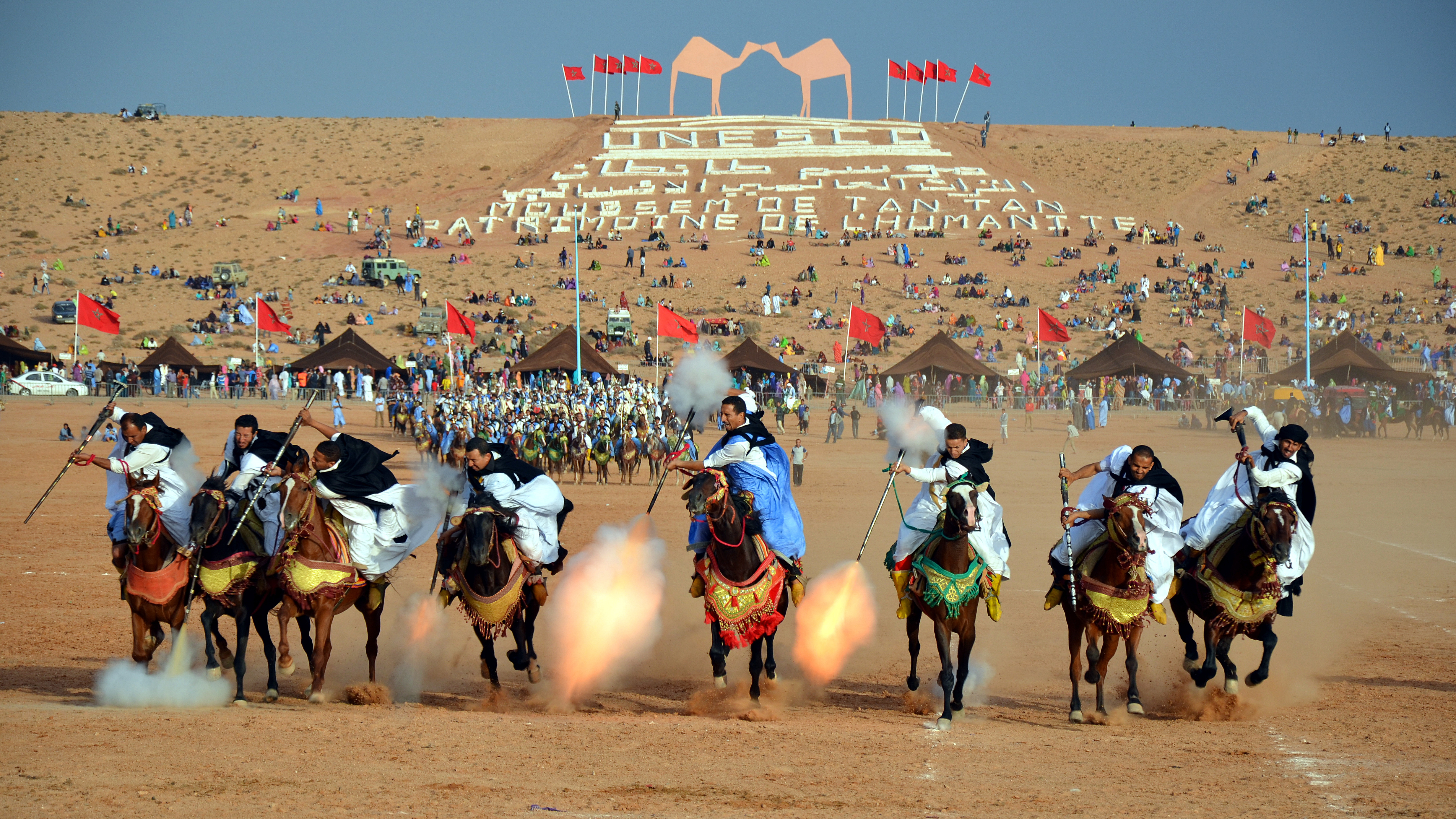
Volksfest (moussem) von Tan-Tan

- Schutzheiliger der Stadt ist der 1960 verstorbene und 3 km westlich von Tan-Tan beigesetzte Mohammed Laghdaf Ma el Ainin, ein Widerstandskämpfer gegen die Okkupation Marokkos durch die Kolonialmächte Frankreich und Spanien.
- Der seit 1963 alljährlich zu seinen Ehren im Monat September stattfindende Moussem von Tan-Tan wurde im Jahr 2005 von der UNESCO als Immaterielles Kulturerbe anerkannt und 2008 in die Repräsentative Liste des immateriellen Kulturerbes der Menschheit übernommen.[4]
- Im Jahr 1999 wurde in den Ablagerungen des Oued Drâa bei Tan-Tan ein möglicherweise figürlich bearbeiteter Stein gefunden, der unter dem Namen Venus von Tan-Tan bekannt ist.
- In der Nähe von Tan-Tan ereignete sich im April 2015 ein schweres Busunglück mit 33 Toten. Der Bus kollidierte mit einem entgegenkommenden Lastwagen, der in einem Behälter Benzin transportierte. Der Bus fing sofort Feuer und nahezu alle Insassen kamen ums Leben.[5]

## Umgebung
Etwa auf halber Strecke zwischen Tan-Tan und Tarfaya befindet sich der im Jahr 2006 aus bereits früher eingerichteten Naturschutzgebieten gebildete Nationalpark Khenifiss, dessen Lagune hauptsächlich Wasservögeln als Brutplatz dient.